# Comportement ordalique
 (septembre 2022).
Si vous disposez d'ouvrages ou d'articles de référence ou si vous connaissez des sites web de qualité traitant du thème abordé ici, merci de compléter l'article en donnant les références utiles à sa vérifiabilité et en les liant à la section « Notes et références ».
Pour les articles homonymes, voir Ordalie (homonymie).

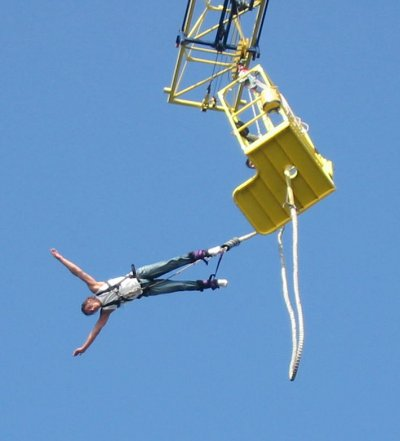
Le saut à l'élastique est un saut jugé « à risques » et prisé par les personnes appréciant les sensations fortes. Il peut être classé parmi les comportements ordaliques.

Un comportement ordalique (du vieil anglais ordal qui a donné ordeal, l'épreuve, et du germanique urthel, « jugement » qui donne « jugement de Dieu ») est un comportement à haut risque, motivé par un besoin de jouer avec la mort ou de revitaliser son existence. En psychologie, on parle d'une « appétence traumatophilique », qui est un fort désir de valider son existence en la risquant, comme dans le cas des sports extrêmes ou des conduites à risque. 
Un comportement ordalique consiste à mettre en jeu sa propre existence, en la remettant au hasard ou à des forces surnaturelles, voire divines (selon les croyances des individus). Pour certaines personnes, ces comportements sont une recherche pour prouver leur toute puissance. 
Parmi les comportements ordaliques, on trouve certaines addictions (overdose de drogues par exemple). 
On parle également en psychologie d'« ordalisme », néologisme ayant le même sens que comportement ordalique ou encore conduite à risque.
L'ordalisme évoque Dionysos et son culte orgiaque. Il s'agit de la recherche exclusive de l'intensité de la vie, du plaisir sans frein et non d'une vie économe et qui dure, ascétique et apollinienne.[réf. nécessaire]
La vie d'Hervé Guibert et son roman autofictionnel sur la révélation de son sida, À l'ami qui ne m'a pas sauvé la vie, sont l'exemple même de la conduite à risque. De même dans la littérature américaine, la vie et l'œuvre autobiographique de Charles Bukowski, dont Factotum et Au sud de nulle part, sont également à mettre en rapport avec  les conduites à risques (ainsi que l'alcoolisme), qui sont liés aux traumatismes de l'enfance. Les personnages de Marla Singer dans Fight Club et de Nadja d'André Breton relèvent aussi de personnalités ordaliques.[réf. nécessaire]